# حسن أباد (دشتابي الغربي)
حسن أباد (بالفارسية: حسن‌آباد) هي قرية تقع في إيران في قسم دشتابي الغربي الريفي. يقدر عدد سكانها بـ 448 نسمة .